# Lorenz Saladin
Pour les articles homonymes, voir Saladin (homonymie).
Lorenz Saladin (28 octobre 1896 - 17 septembre 1936) est un alpiniste suisse, journaliste, photographe et voyageur. Ses archives photographiques et les récits de ses expéditions ont été découverts dans les archives russes en 2008.

## Biographie
Lorenz Saladin est né à Nuglar-Sankt Pantaleon, dans le canton de Soleure en Suisse. Il est originaire d'une famille modeste, et quitte son domicile au divorce de ses parents. Il travaille dans différents emplois et pendant la Première Guerre mondiale patrouille à la frontière suisse. Entre 1920 et 1932, il voyage en Europe, en Amérique du Sud et aux États-Unis, travaillant où il le peut. C'est à cette époque qu'il commence à s'intéresser à la photographie et devient un photographe confirmé.
Il se rattache politiquement au Parti communiste suisse.
Il a toujours manifesté un grand intérêt pour l'alpinisme et était membre de plusieurs clubs en Suisse. En 1932, il prend part à la première expédition suisse dans le Caucase avec un club de ski de Zurich et a produit des récits et des photographies pour la presse. Avec son collègue Werner Wickert il a gravi le Mont Ouchba, considéré par de nombreux alpinistes comme l'une des ascensions les plus difficiles du Caucase.
Il rencontre à Moscou l'étudiant et alpiniste Georgui Charlampiev. En 1934, Charlampiev l'aide à organiser sa propre expédition dans le Caucase. L'année suivante, il fait partie de l'expédition des frères Evgueni et Vitali Abalakov, avec Leonid Gutman, Gueorgui Charlampiev et Mikhaïl Dadiomov, qui fait l'ascension du Khan Tengri, sommet réputé l'un des plus difficiles du monde, à 7110 mètres dans le massif du Tian Shan au Kazakhstan. Le sommet est atteint par l'équipe d'alpinistes le 5 septembre 1936, mais l'impréparation des alpinistes rend la descente catastrophique. L'ensemble des alpinistes (sauf Evgueni Abalakov) est lourdement atteint de gelures, et Lorenz Saladin, bien qu'il ait tenté de couper les portions gelées de ses mains au couteau, et désinfecté ses plaies à l'essence, meurt sur le chemin du retour. Sa tombe sur le glacier Inylchec n'a été redécouverte qu'en 2008.

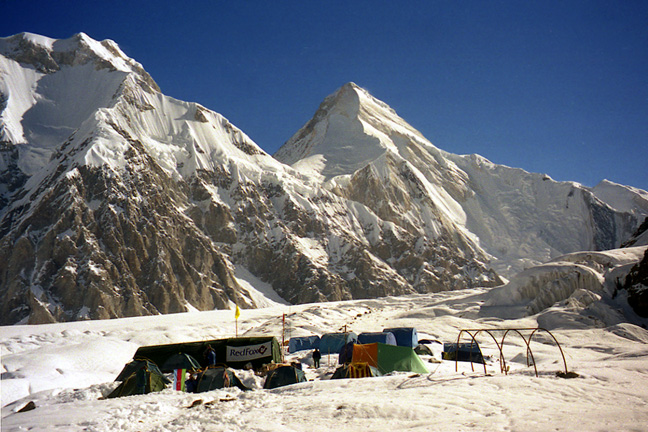
Le camp de base du glacier Inylchec, à 4000 mètres, d'où l'on voit le Khan Tengri.

## Postérité
L'écrivaine et photographe suisse Annemarie Schwarzenbach, a suivi les récits de Lorenz Saladin dans les magazines et reconnu la qualité de ses photographies. Elle était également fascinée par sa confiance en la vie face aux difficultés, et par la force de ses convictions politiques communistes.
Elle fut soucieuse de préserver son héritage, qu'elle voyait comme un contrepoint à la neutralité et à l'insularité de la Suisse. En 1937 elle se rend à Moscou, recherche ses notes et écrit des articles, qui sont ensuite rassemblés en une biographique préfacée par l'explorateur suédois Sven Hedin et publiée en 1938. Cette biographie eut beaucoup de succès.
Pendant la Deuxième guerre mondiale, les photographies de Lorenz Saladin ont été perdues. Lors de leurs recherches pour une nouvelle édition du livre d'Annemarie Schwarzenbach, les écrivains Robert Steiner et Emil Zopfi sont tombés sur les archives photographiques de Saladin à Moscou. Ces archives ont été transférées ensuite au Musée alpin suisse à Berne.